# Jean Monnet
Jean Omer Marie Gabriel Monnet (wym. [ʒɑ̃ mɔnɛ]; ur. 9 listopada 1888 w Cognac, zm. 16 marca 1979 w Bazoches-sur-Guyonne) – francuski polityk i ekonomista, architekt wspólnot europejskich.

## Życiorys

### Wczesne lata
Urodził się w Cognac w środkowej Francji, w rodzinie handlarza koniakiem. W wieku 16 lat zrezygnował z egzaminów wstępnych na studia we Francji i wyjechał do Londynu, gdzie studiował biznes i język angielski. Potem wielokrotnie podróżował w interesach po całej Europie.
W 1914 roku Monnet został z powodu stanu zdrowia uwolniony od służby wojskowej, ale podjął się pracy nad rozwiązaniem żywotnego dla aliantów problemu organizacji dostaw wojskowych, której nieskuteczność mogła zagrozić wynikowi I wojny światowej. Monnet zaproponował plan koordynacji zasobów wojennych Francji i Anglii, który został zaakceptowany przez władze wojskowe obu krajów.

### Okres międzywojenny
Dzięki temu sukcesowi, w wieku 31 lat Monnet został mianowany zastępcą sekretarza generalnego Ligi Narodów, tuż po jej utworzeniu w 1919 roku przez francuskiego premiera Georges'a Clemenceau i brytyjskiego polityka Arthura Balfoura.
Rozczarowany Ligą i jej nieskutecznym systemem jednomyślności w podejmowaniu decyzji, Monnet zrezygnował w 1923 ze stanowiska i zajął się ponownie rodzinnym biznesem, który przeżywał w tym czasie kłopoty. Później, jako międzynarodowy finansista, okazał swoją skuteczność w przywracaniu ekonomicznych podstaw szeregu krajów Europy Środkowej i Wschodniej, stabilizując m.in. w 1927 polskiego złotego, a rok później rumuńskiego leja. W 1929 założył i prowadził Bancamerica-Blair, bank w San Francisco, a w latach 1934–1936 pracował w Chinach nad organizacyjną i ekonomiczną stroną budowy chińskiej sieci kolejowej.

### II wojna światowa
W grudniu 1939 Monnet wyjechał do Londynu, aby doglądać koordynacji wojennego potencjału produkcyjnego obu krajów. Gdy Francja upadła w czerwcu 1940, Monnet zainspirował Charlesa de Gaulle'a i Winstona Churchilla do przyjęcia planu swoistej unii obu krajów, aby umożliwić im przeciwstawienie się nazizmowi.
W sierpniu 1940 Monnet został wysłany przez rząd brytyjski do USA, jako członek brytyjskiej rady do spraw dostaw wojennych, gdzie został doradcą prezydenta Franklina Delano Roosevelta. Przekonany, że Ameryka może być arsenałem demokracji, przekonał prezydenta do uruchomienia programu masowej produkcji uzbrojenia. Wkrótce potem, w 1941, Roosevelt uruchomił Victory Plan (Plan Zwycięstwa), który oznaczał faktyczne przystąpienie Stanów Zjednoczonych do wspólnego wysiłku wojennego.
Po wojnie brytyjski ekonomista John Maynard Keynes miał powiedzieć, że dzięki swoim działaniom koordynacyjnym Monnet prawdopodobnie skrócił czas trwania wojny o rok.
W 1943 Monnet został członkiem Narodowego Komitetu Wyzwolenia, francuskiego rządu na uchodźstwie w Algierii. W czasie spotkania 5 sierpnia 1943 oświadczył Komitetowi:
"Nie będzie nigdy pokoju w Europie, jeśli państwa zostaną zrekonstytuowane na bazie narodowej suwerenności... Kraje Europy są za małe, aby zagwarantować swojej ludności niezbędny dobrobyt i postęp społeczny. Kraje europejskie muszą się ukonstytuować w postaci federacji..."

### Europejska Wspólnota Węgla i Stali
Po wyzwoleniu Francji Monnet zaproponował rządowi francuskiemu globalny plan modernizacji i rozwoju ekonomicznego. Wyznaczony przez de Gaulle'a na komisarza planowania, nadzorował plan ożywienia francuskiej gospodarki. W tym czasie zauważył, że tarcia między Francją i Niemcami w sprawie kontroli nad Zagłębiem Ruhry, ważnym regionem produkcji węgla i stali, przybrały niebezpieczne rozmiary, grożące wręcz wrogimi działaniami wojskowymi, jak po I wojnie światowej. Zaproponował wtedy ideę Wspólnoty Europejskiej, którą 9 maja 1950 przedstawił w imieniu francuskiego rządu minister spraw zagranicznych Robert Schuman (deklaracja Schumana). Miała ona prowadzić do utworzenia francusko-niemieckiej kontroli nad produkcją węgla i stali, za pośrednictwem tzw. High Authority (Wysoka Władza), będąc zarazem otwartą na kraje trzecie. Schuman deklarował:
"Przez konsolidację podstawowej produkcji i instytucję High Authority, której decyzje będą wiążące dla Francji, Niemiec i wszystkim krajów, które potem dołączą, propozycja jest pierwszym konkretnym krokiem ku europejskiej federacji, niezbędnego warunku zachowania pokoju." (Źródło: )
Wkrótce potem pozytywnie odniosły się do propozycji Niemcy Zachodnie, Belgia, Luksemburg i Holandia. Wielka Brytania, pomimo zaproszenia, nie przystąpiła do umowy, kierując się względami narodowej suwerenności gospodarczej. Pierwszym prezydentem High Authority został Monnet.

### Wspólny Rynek
W 1955 r. Monnet założył Action Committee for the United States of Europe, mający ożywić ideę budowy wspólnej Europy, zwłaszcza po nieudanym eksperymencie z Europejską Wspólnotą Obronną. Zjednoczył on wiele partii i związków zawodowych jako siłę motoryczną dla utworzenia podstaw przyszłej unii. Pierwszym skutkiem było powstanie w 1958 r. na bazie Traktatów Rzymskich Europejskiej Wspólnoty Gospodarczej, potem Wspólnoty Europejskiej (1967) z jej ciałami. W 1973 r., już po śmierci kontestującego udział Wielkiej Brytanii de Gaulle'a, do wspólnoty przystąpiła Wielka Brytania. W 1974 r. powstała Rada Europejska, w 1979 r. Europejski System Monetarny.
Po przejściu na emeryturę, Monnet napisał w swoim domu w Houjarray pamiętniki. W 1976 szefowie rządów Wspólnoty Europejskiej przyznali mu, jako pierwszemu, tytuł Honorowego Obywatela Europy. Zmarł w 1979, w wieku 91 lat. Jego prochy zostały złożone w paryskim Panteonie. W roku 2015 nakładem wydawnictwa Poltext ukazały się "Wspomnienia" Jean Monneta w przekładzie Waldemara Kuczyńskiego.